# GISELa

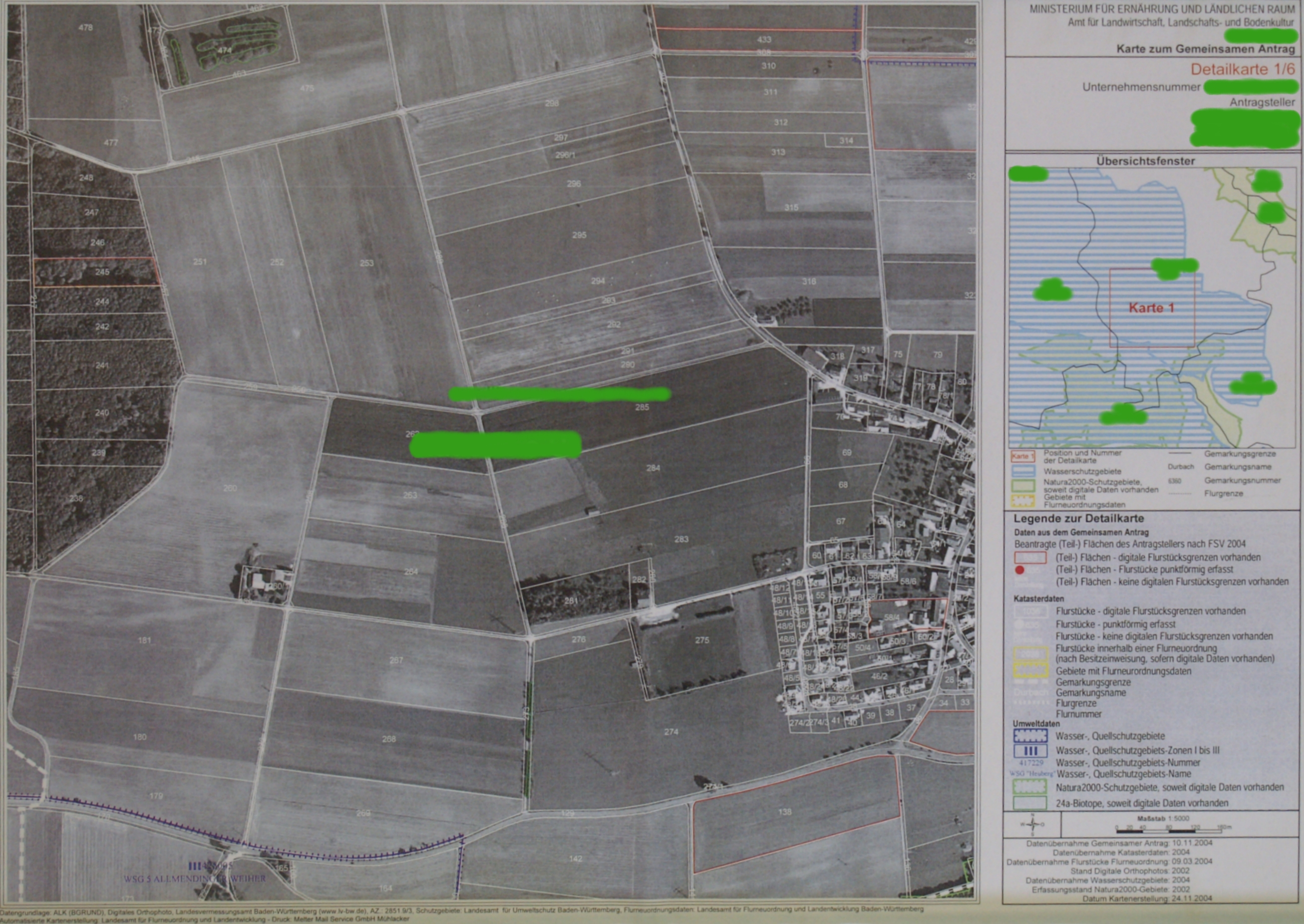
Im Rahmen des GISELa-Projektes erstellte Flurkarte mit hinterlegtem Luftbild; bewirtschafterspezifische Angaben sind unkenntlich gemacht

GISELa ist die Abkürzung eines geografischen Informationssystems für die Identifikation landwirtschaftlicher Flächen im Land Baden-Württemberg: Geografisches Informationssystem Entwicklung in der Landwirtschaft.
Die Landwirtschaftsverwaltungen in Europa sind durch die EU-Verordnung VO (EG) Nr. 1593/2000 seit dem 1. Januar 2005 zum Einsatz eines Geografischen Informationssystems für die Identifikation landwirtschaftlicher Flächen verpflichtet.
Mit Hilfe von GISELa wird die Beratung in den Landratsämtern - Untere Landwirtschaftsbehörden - unterstützt; digitale Flurkarten und Luftbilder verschaffen einen schnellen und genauen Überblick über die landwirtschaftlich genutzten Flächen. Die Vektor- und Rasterdaten des Landesbetriebs-Vermessung wurden in einem zentralen Geodatenserver zusammengeführt, der von allen Fachbereichen des Ministeriums für Ernährung und Ländlichen Raum genutzt wird. Es stehen die Daten der Automatisierten Liegenschaftskarte (ALK-Daten) genauso zur Verfügung wie Luftbilder (digitale Orthofotos).
Somit sind die Flurstücks- und Gemarkungsgrenzen ebenso ersichtlich wie die tatsächliche Nutzung der Flächen (Ackerland, Grünland, Wald, Landschaftselemente usw.).
GISELa ist ein umfangreiches Geoinformationssystem für die moderne Landwirtschaft, es enthält eine landesweit flächendeckende Datenbasis. Die landwirtschaftlichen Unternehmen erhielten im Jahr 2005 Übersichtskarten im Maßstab 1:25000 und Detailkarten mit den Flächen des Betriebes im Maßstab 1:5000 bzw. 1:2500. Die Karten werden im DIN A3-Format ausgegeben und dienen einer einfacheren und genaueren Antragstellung („Gemeinsamer Antrag“).
Seit 2006 stehen mit dem Internetangebot FIONA die Geodaten dem berechtigten Personenkreis auch online zur Verfügung.